# Zhang Lan
Zhang Lan (xinès:張瀾), també conegut com a Biaofang fou un polític xinès i un dels líders de la Lliga Democràtica de la Xina i va ser una de les figures més influents de la República Popular de la Xina pertanyent a un dels partits democràtics.

## Biografia
De família d'erudits, Zhang va néixer a Nanchong, província de Sichuan, el 2 d'abril de 1872. En un primer moment va contactar amb partidaris d'una monarquia constitucional. El 1911 es va implicar en el Moviment de Protecció dels Ferrocarrils (保路運動) davant de la intenció del govern imperial de posar el transport ferroviari en mans estrangeres..Amb l'adveniment de la República va esdevenir el líder polític de Sichuan. Va organitzar una força militar per desafiar Yuan Shikaique finalment no va haver d'entrar en acció per la mort de Yuan El 1920 va ser governador de Sichuan per un curt període. Preocupat per l'educació va ocupar càrrecs relacionats amb la formació del professorat i amb la universitat. Després de la invasió japonesa va formar de la que seria Lliga Democràtica de la Xina de la qual va ser un dels primers presidents. Degut el prestigi de Zhang com a no partidista va poder ser mediador en el conflictes entre els component de la Lliga. Arran de la prohibició de la Lliga per les autoritats nacionalistes, va ser sotmès a vigilància fins que poder lliurar-se'n, Va ser sotspresident de la República Popular de la Xina, Va morir el 9 de febrer de 1955 a conseqüència d'una arterioesclerosi.